# Álava Bus
Álava Bus es la marca comercial bajo la que se explotan diversas líneas de autocar suburbano y media distancia en la provincia española de Álava y la region de La Rioja. El servicio se creó en 2015, al reorganizarse las concesiones de líneas de autocares de Álava. Las primeras líneas en operar bajo la nueva marca fueron las de Ayala, el 22 de junio de 2015. Les siguieron las de la Rioja Alavesa, el 29 de junio y las de Álava central, el 26 de octubre.
En el año 2017 se incorporarán al servicio varias líneas más: Bilbao-Logroño y Miranda-Vitoria-Durango.

## Líneas integradas
| Línea | Nombre                                       | Recorrido                                     | Operador                  | Puesta en servicio    |
| ----- | -------------------------------------------- | --------------------------------------------- | ------------------------- | --------------------- |
| 1     | Vitoria-Cigoitia                             | Vitoria-Gopegui-Echagüen                      | Hermanos Arriaga          | 26 de octubre de 2015 |
| 2     | Vitoria-Aramayona                            | Vitoria-Villarreal de Álava-Ibarra            | Hermanos Arriaga          | 26 de octubre de 2015 |
| 3     | Aramayona-Mondragón                          | Ibarra-Mondragón                              | Hermanos Arriaga          | 26 de octubre de 2015 |
| 4     | Vitoria-Narvaiza                             | Vitoria-Narvaja                               | Hermanos Arriaga          | 26 de octubre de 2015 |
| 5     | Vitoria-Alegría de Álava-Araya               | Vitoria-Alegría de Álava-Salvatierra-Araya    | Hermanos Arriaga          | 26 de octubre de 2015 |
| 6     | Vitoria-Santa Cruz de Campezo-Estella        | Vitoria-Maestu-Santa Cruz de Campezo-Estella  | Hermanos Arriaga          | 26 de octubre de 2015 |
| 7     | Vitoria-Lagrán                               | Vitoria-Ventas de Armentia-Bernedo-Lagrán     | Líneas Regulares de Álava | 29 de junio de 2015   |
| 8     | Logroño-Oyón-Laguardia                       | Logroño-Oyón-Cripán-Laguardia                 | Líneas Regulares de Álava | 29 de junio de 2015   |
| 9I    | Vitoria-Logroño (invierno)                   | Vitoria-Labastida-Logroño                     | Líneas Regulares de Álava | 29 de junio de 2015   |
| 9V    | Vitoria-Logroño (verano)                     | Vitoria-Peñacerrada-Logroño                   | Líneas Regulares de Álava | 29 de junio de 2015   |
| 10    | Logroño-Haro                                 | Logroño-Laguardia-Haro                        | Líneas Regulares de Álava | 29 de junio de 2015   |
| 11    | Logroño-Villabuena de Álava                  | Logroño-Villabuena de Álava                   | Líneas Regulares de Álava | 29 de junio de 2015   |
| 12    | Vitoria-Haro                                 | Vitoria-Zambrana-Haro                         | Líneas Regulares de Álava | 29 de junio de 2015   |
| 13    | Vitoria-Langraiz/Nanclares-Villanueva-Bóveda | Vitoria-Nanclares-Villanueva-Bóveda           | Hermanos Arriaga          | 26 de octubre de 2015 |
| 14    | Vitoria-Izarra                               | Vitoria-Murguía-Izarra                        | Autobuses La Unión        | 22 de junio de 2015   |
| 15    | Vitoria-Llodio                               | Vitoria-Amurrio-Llodio                        | Autobuses La Unión        | 22 de junio de 2015   |
| 16    | Arceniega-Oquendo                            | Arceniega-Amurrio-Llodio-Oquendo              | Autobuses La Unión        | 22 de junio de 2015   |
| 17    | Bilbao-Logroño                               | Bilbao-Amurrio-Logroño                        | Autobuses Cuadra          | 8 de mayo de 2017     |
| 18    | Vitoria-Durango                              | Vitoria-Villarreal de Álava-Durango           | Autobuses La Unión        | 12 de enero de 2019   |
| 19    | Vitoria-Miranda de Ebro                      | Vitoria-La Puebla de Arganzón-Miranda de Ebro | Autobuses La Unión        | 12 de enero de 2019   |
| 20    | Bilbao-Pamplona                              | Bilbao-Alsasua-Pamplona                       | Autobuses Cuadra          | 5 de julio de 2023    |

## Tarifas y billetes

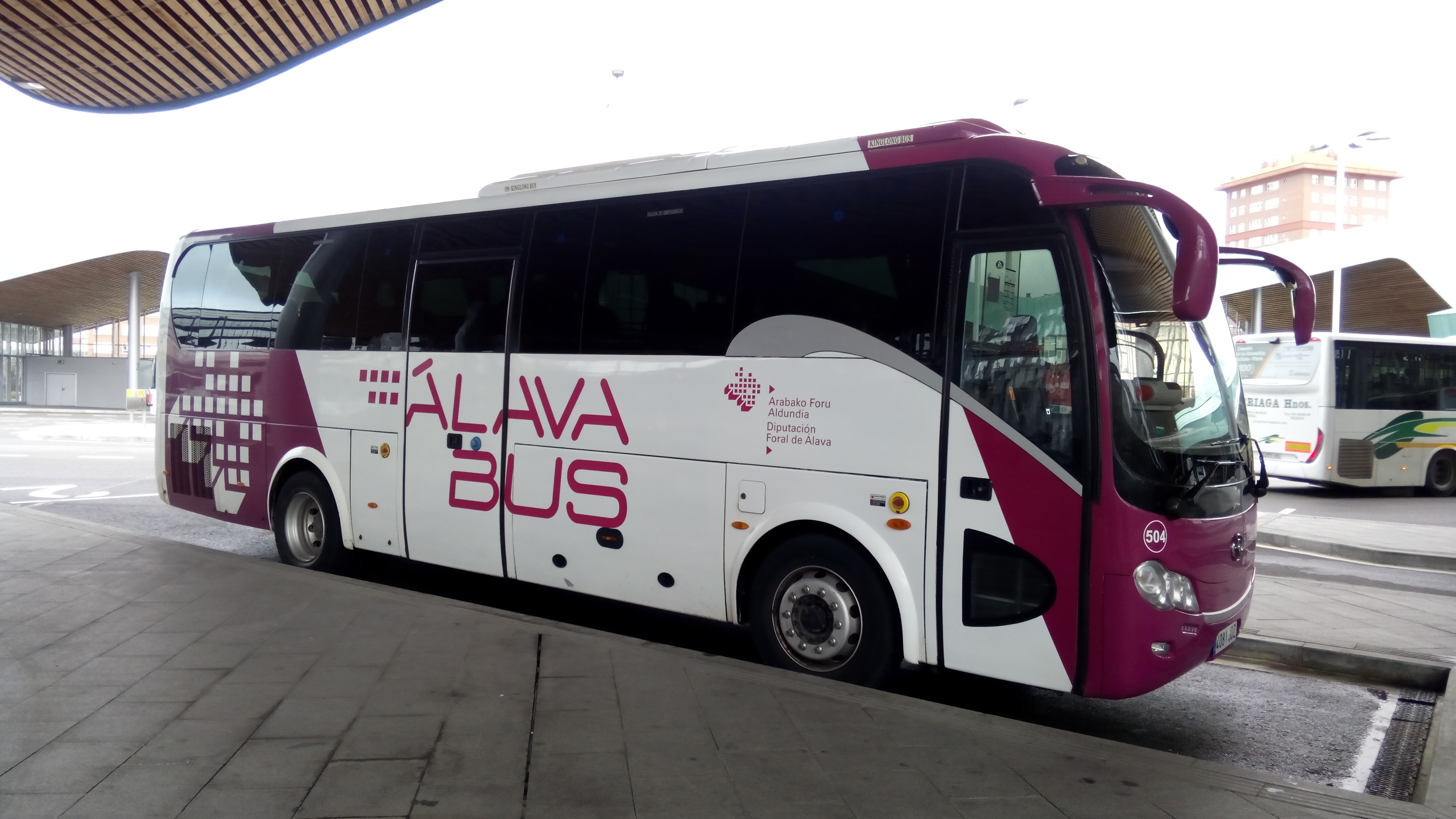
Autocar King Long de la Línea 9 Vitoria-Logroño en la Estación de Autobuses de Vitoria.

Las 16 líneas integradas de Álava Bus utilizan un sistema de tarificación zonal. Hay seis zonas distintas, concéntricas respecto a Vitoria. Existen varios tipos de billete, con descuentos variables respecto al billete ordinario. La mayoría corresponden a las distintas modalidades de la tarjeta BAT, que también se utiliza en TUVISA y el tranvía de Vitoria. Desde el 1 de marzo, se pueden utilizar las tarjetas Barik y Mugi, con el mismo descuento que la tarjeta BAT. También existen descuentos para familias numerosas.